# Cantonul Florensac
Cantonul Florensac este un canton din arondismentul Béziers, departamentul Hérault, regiunea Languedoc-Roussillon, Franța.

## Comune
- Castelnau-de-Guers
- Florensac (reședință)
- Pinet
- Pomérols